# Крайно Брдо
Крайно Брдо (словен. Krajno Brdo) — поселення в общині Луковиця, Осреднєсловенський регіон, Словенія. 
Висота над рівнем моря: 605,3 м.